# Conus lugubris
Conus lugubris é uma espécie de gastrópode do gênero Conus, pertencente à família Conidae.